# European University Sports Association
L'Associazione Europea Sport Universitari (European University Sports Association, in sigla EUSA) è un’organizzazione ombrello non governativa e non-profit operante nel campo dello sport universitario in Europa.
EUSA connette federazioni sportive universitarie, università, squadre, atleti individuali, volontari e altri partner da oltre 40 nazioni europee.

## Storia
EUSA è stata istituita nel novembre del 1999 a Vienna da 25 organizzazioni fondatrici, costituendosi come federazione e rete di organizzazioni sportive universitarie nazionali europee.
La prima Assemblea Generale di EUSA si è svolta a Parigi nel 2000. Quattro ulteriori paesi sono diventati membri e l’Assemblea ha approvato per il 2001 l’introduzione dei Campionati Europei basati su squadre universitarie. Nel 2001 sono stati organizzati i primi Campionati Universitari Europei di pallacanestro e pallavolo.
Nel 2002 si è svolto a Nicosia il primo Simposio di EUSA. L’Assemblea Generale ha istituito la Commissione Studentesca di EUSA per incrementare la partecipazione degli studenti agli sport universitari.
La federazione è cresciuta costantemente, acquisendo nuovi membri e organizzando nuove attività. Nel 2004 nel programma dei Campionati Universitari Europei sono stati inseriti 9 diversi sport. Il terzo Simposio di EUSA si è svolto a Falun, e alla fine dell’anno EUSA ha pubblicato il suo primo magazine. In occasione dell’Assemblea Generale a Nottingham, l’Assemblea ha approvato diversi emendamenti allo statuto, tra cui l’istituzione delle nuove cariche di Tesoriere e di Segretario Generale retribuito senza diritto di voto.
Nel 2006 gli eventi sportivi conosciuti come European University Championships sono stati rinominati European Universities Championships, per sottolineare come le università stesse siano i partecipanti degli eventi. La prima edizione del Convegno di EUSA per gli Organizzatori dei Campionati Universitari Europei è stata organizzata presso Eindhoven, dove si è tenuto anche il primo evento multi-sportivo di EUSA, comprendente i campionati di pallavolo, calcio e tennis, così come la Coppa di Pallanuoto di EUSA.
Nel 2009, EUSA ha celebrato il suo decimo anniversario: per l'occasione sono stati assegnati dei riconoscimenti speciali per i risultati ottenuti nel decennio 1999-2009. Nello stesso anno sono stati organizzati 15 Campionati Europei,con il numero dei partecipanti che ha raggiunto la quota di 3000 atleti studenti, rappresentanti 417 università da 32 paesi. Il 2009 è stato segnato anche dalla morte di uno dei fondatori e primo presidente di EUSA, Enno Harms.
Nel 2010 EUSA ha aperto il suo nuovo ufficio a Lubiana, Slovenia dove è situato il segretariato. I primi Giochi Universitari Europei, programmati per il 2012, sono stati assegnati alla città di Cordova.
Nel 2011 sono stati organizzati 16 Campionati Universitari Europei e il numero di partecipanti ha superato i 3500 atleti studenti, segnando un nuovo record di partecipazione agli eventi EUSA. Nel novembre 2011, i Giochi Universitari Europei 2014 sono stati assegnati a Rotterdam.
Nel 2012, in occasione dell’Assemblea Generale annuale svoltasi a Maribor, Adam Roczek è stato eletto nuovo presidente di EUSA, con altri 12 Membri Esecutivi. Nello stesso anno la prima edizione dei Giochi Universitari Europei si è svolta a Cordova, coinvolgendo 10 diversi sport e con più di 2500 partecipanti provenienti da 154 università e 32 paesi. Nello stesso anno EUSA ha ricevuto l'accreditamento per il programma di Servizio Volontario Europeo (SVE) contenuto nel piano della Commissione Europea Gioventù in Azione.
Nel 2013 sono stati ospitati in tutto il continente 17 Campionati Universitari Europei, con l’inserimento del basket 3x3 nel programma di EUSA. Nel corso della riunione del Comitato Esecutivo di EUSA tenutasi a Lubiana, sono state prese in considerazione due candidature da parte di Coimbra e Zagabria-Fiume per ospitare la terza edizione dei Giochi Universitari Europei del 2016, i quali sono stati poi assegnati alle due città croate. Nello stesso anno EUSA ha rinnovato il proprio brand adottando un nuovo aspetto e un nuovo logo.
Nel 2014 la seconda edizione dei Giochi Universitari Europei ha avuto luogo a Rotterdam, coinvolgendo più di 2800 partecipanti da 174 università e 34 paesi, che hanno preso parte a 10 diversi sport. La Conferenza e l’Assemblea Generale di EUSA si sono svolte a Denizli, Turchia, dove è stata annunciata la città ospitante dei Giochi Universitari Europei 2018: Coimbra, Portogallo, è stata scelta al posto di Tampere, Finlandia.
Durante i Giochi Universitari Europei a Rotterdam EUSA ha lanciato la sua mostra itinerante, EUSA Exhibition, che mette in evidenza la storia, le attività, gli impegni, i partner e gli eventi dell’associazione. Il Comitato Paralimpico Europeo (CEP) ed EUSA hanno firmato un protocollo d’intesa, con l’inserimento di eventi per atleti con disabilità nel programma dei Giochi Universitari Europei del 2016.
Nel 2015 sono stati organizzati 19 Campionati Universitari Europei, che hanno coinvolto oltre 3800 partecipanti da 40 diversi paesi. In questa occasione l’arrampicata sportiva e gli scacchi hanno fatto la loro prima apparizione nel programma dei Campionati.
Nel 2016 la più grande edizione dei Giochi Universitari Europei fino ad allora realizzata è stata organizzata in Croazia nelle città di Zagabria e Fiume, con 5410 partecipanti da 388 università e 40 paesi. Per la prima volta gli sport per gli studenti atleti con disabilità sono stati inclusi nei Giochi Universitari Europei, con gli eventi di tennis da tavolo paralimpico e nuoto paralimpico. Durante i Giochi Universitari Europei è stata organizzata per la prima volta una Conferenza dei Rettori, con rappresentanti di varie università e istituzioni presenti per discutere lo sport universitario. In occasione dell’Assemblea Generale annuale tenutasi a Breslavia, è stato eletto un nuovo Comitato Esecutivo, con Adam Roczek rieletto presidente di EUSA. Il 9 aprile 2016 l’Assemblea Generale di EUSA ha annunciato Belgrado, Serbia, come città ospitante dell’edizione 2020 dei Giochi Universitari Europei. Il 2016 è stato anche l’anno in cui è stato creato l’Istituto EUSA, per gestire i progetti e supportare lo sviluppo dell’associazione.
Nel 2017 oltre 4000 partecipanti provenienti da 43 paesi sono stati coinvolti nei Campionati Universitari Europei, comprendenti 19 differenti sport in 14 città europee ospitanti. Dopo che la pallanuoto è stata presentata con successo come sport dimostrativo durante i Giochi Universitari Europei 2016, la prima edizione della Coppa di Pallanuoto di EUSA si è svolta a Capodistria, Slovenia. Nel 2017, dopo aver presentato una candidatura l’anno precedente, EUSA ha ricevuto lo status di partecipante dal Consiglio d’Europa.
Nel 2017 EUSA ha ospitato per la prima volta operatori volontari del Servizio Civile Nazionale italiano inviati dall’Organizzazione Per l’Educazione allo Sport (O.P.E.S.).
Nel 2018 la quarta edizione dei Giochi Universitari Europei si è svolta a Coimbra, e ha coinvolto oltre 4000 partecipanti da 289 università e 38 diversi paesi. In occasione dei Giochi Universitari Europei, l’annuale competizione fotografica è stata rinominata #MyEusa, e nella stessa occasione EUSA ha lanciato la sua applicazione per dispositivi mobili. L’Assemblea Generale annuale si è svolta a Madrid, dove il Kosovo (il paese membro più giovane) è stato accolto come il 46º membro di EUSA. I Giochi Universitari Europei 2022 sono stati assegnati a Lodz, mentre alle città di Debrecen e Miskolc in Ungheria sono stati assegnati i Giochi 2024.
Nel 2019, i Campionati Universitari Europei sono stati organizzati per 21 differenti sport presso 14 città ospitanti, attirando 5242 partecipanti provenienti da 570 università, un record per EUSA. Quattro nuovi sport sono stati inclusi nel programma ufficiale: beach handball, kickboxing, orienteering e pallanuoto.
I Giochi Universitari Europei di Belgrado, inizialmente programmati per luglio 2020 e posticipati a causa COVID-19, avranno luogo dal 14 al 27 luglio 2021. Sarà il più grande evento universitario sportivo europeo dell’anno, e il secondo più grande evento multisportivo mai organizzato in Serbia, dopo le Universiadi Estive 2009. Il numero atteso di partecipanti supera i 5000 atleti, che competeranno in oltre 20 sport. 

## Obiettivi
Gli obiettivi di EUSA sono quelli di mantenere e sviluppare una comunicazione regolare tra le federazioni nazionali; coordinare le competizioni, le conferenze, gli eventi sportivi di massa e altre attività sia a livello universitario che nazionale; rappresentare lo sport universitario in generale e le federazioni membre, in particolare in relazione alle organizzazioni europee; disseminare attraverso l’Europa gli ideali dello sport universitario, in stretta collaborazione con la Federazione Internazionale Sport Universitari (FISU) e le altre organizzazioni europee.

## Eventi sportivi
EUSA è la detentrice della licenza e la coordinatrice dei Campionati Universitari Europei, dei Giochi Universitari Europei e delle Coppe EUSA. EUSA può anche assegnare il titolo di Patrocinio EUSA agli eventi sportivi universitari in Europa.
Il programma dei Campionati Universitari Europei comprende attualmente 23 sport, sia individuali che di squadra: badminton, pallacanestro, pallacanestro 3x3, beach volley, beach handball, bridge, scacchi, calcio, futsal, golf, pallamano, judo, karate, kickboxing, orienteering, canottaggio, rugby a 7, arrampicata sportiva, tennis tavolo, taekwondo, tennis, pallavolo, pallanuoto.
I Giochi Universitari Europei (European University Games - EUG) sono un evento multisportivo che comprende 10 sport, di cui 8 obbligatori (pallacanestro, calcio, futsal, pallamano, pallavolo, badminton, tennis, tennis tavolo) e 2 sport opzionali a scelta tra beach volley, golf, canottaggio e rugby a 7. La prima edizione degli EUG si è tenuta a Cordova, Spagna dal 13 al 24 luglio 2012. La seconda edizione degli EUG si è svolta dal 24 luglio all’8 agosto 2014 a Rotterdam, Paesi Bassi. La terza edizione si è tenuta nel 2016 a Fiume e a Zagabria, Croazia. La quarta edizione degli EUG si è tenuta nel 2018 a Coimbra, Portogallo.
Il titolo di Coppa EUSA è assegnato a quegli eventi sportivi che non sono ancora inseriti nella lista dei Campionati Universitari Europei. EUSA inoltre concede il suo patrocinio a eventi sportivi universitari già istituiti in Europa, contribuendo a promuoverli attraverso le sue reti.

## Programma educativo
Oltre al suo programma sportivo e alle sue attività, EUSA supporta e incoraggia attività educative nel campo dello sport studentesco. Queste sono realizzate principalmente attraverso i tre eventi organizzati da EUSA: i Seminari, i Simposi e i Convegni.
I Seminari sono organizzati biennalmente, e accompagnano solitamente le Assemblee Generali, focalizzandosi su argomenti di interesse per le organizzazioni partner. Anche i Simposi sono organizzati biennalmente, e si concentrano sull’inclusione attiva degli studenti e sulla cooperazione con le università. I Convegni sono invece organizzati annualmente come programma formativo per gli organizzatori dei Campionati Universitari Europei e dei Giochi Universitari Europei.

## Altri programmi
Per supportare lo sviluppo dello sport universitario in Europa, EUSA promuove e partecipa a diversi programmi e progetti.
Dal 2005, attraverso la sua Commissione Studentesca, EUSA ha implementato un Programma di Volontariato, che permette a studenti da tutta l’Europa di prendere parte come volontari ai diversi Campionati Universitari Europei, attraverso un network che li connette agli organizzatori.
Nel 2011 EUSA è diventata partner di un progetto finanziato dalla Commissione Europea nell’Azione preparatoria nel settore dello Sport 2011-2012: l’Iniziativa Europea Anti-Doping. Tale progetto ha come obiettivo principale quello di stabilire una “mentalità anti-doping” europea nel settore dello sport giovanile.

## Logo, bandiera e inno
Fino al 2013 il logo di EUSA consisteva in una “U” blu in campo bianco circondata da 12 stelle gialle. Sotto figurava la sigla dell’organizzazione “EUSA” in blu.
Il nuovo logo mostra l’abbreviazione “EUSA” in lettere blu con una stella gialla sopra alla lettera “U”. Nella versione formale del logo, sotto alla sigla è presente il nome completo dell’associazione.
Nella bandiera di EUSA figura il logo di EUSA centrato in campo bianco.
EUSA ha adottato l’inno universitario internazionale Gaudeamus Igitur come suo inno.

## Struttura
Il più alto corpo governativo di EUSA è l’Assemblea Generale, che rappresenta tutti i membri (attualmente, 45 associazioni universitarie sportive nazionali). L’Assemblea Generale elegge il Comitato Esecutivo, composto da 13 membri, che resta in carica 4 anni e prende tutte le decisioni necessarie per il buon funzionamento dell’organizzazione. Commissioni permanenti e ad hoc consigliano il Comitato Esecutivo nelle loro specifiche aree di competenza: la Commissione Tecnica, la Commissione Medica, la Commissione Studentesca, la Commissione di Genere, ecc.
EUSA è membro della Federazione Internazionale Sport Universitari (FISU).
L'attuale presidente di EUSA è Adam Roczek.